# 아스마한
아스마한(아랍어: أسمهان, 영어: Asmahan, 1912년 12월 25일 ~ 1944년 7월 14일)는 시리아 태생 이집트의 가수, 배우이다. 빼어난 목소리로 인해 20세기 아랍 세계의 대표 가수인 움 쿨숨과 비교되는 가수 중 한 명이다.